# Sapin Makengele
Sapin Makengele est auteur de bande dessinée et peintre congolais, né en 1980 à Kinshasa en République démocratique du Congo,. 